# Boornbergum
Boornbergum (Fries: Boarnburgum) is een dorp in de gemeente Smallingerland, in de Nederlandse provincie Friesland. Boornbergum ligt tussen Drachten en Nij Beets ten noorden van de A7. Ten westen van het dorp ligt de waterplas Boornbergummerpetten.
In 2023 telde het dorp 1.835 inwoners.

## Geschiedenis
Boornbergum was een streekdorp en bestond al voor de 17e eeuw. Boornbergum werd vanaf de 16e eeuw vermeld als Berghum, Bergum, Bornberghen en Boornbergum. Bergum is het meervoud van een berg, of heuvel. De latere toevoeging 'Boorn' verwijst naar de rivier de Boorne. 
Het dorp had een groot buitengebied, waar de toenmalige buurtschappen Smalle Ee, De Wilgen en Goëngahuizen in lagen. De plaats werd in de 18e eeuw een belangrijk dorp in de grietenij genoemd. In de tweede helft van de twintigste eeuw kwam er meer bebouwing naar het noorden en werd de plaats groter. In de 20e en 21e eeuw kwam er nieuwbouw in de richting van Middelgaast, een losse buurtschap die sindsdien niet meer als een zelfstandige plaats wordt gezien. Deze nieuwbouw bestond uit rijen huizen met tussen die rijtjes veel open terrein en groen.
De kerk van het dorp werd in 1734 vervangen. Deze kerk werd In 1871 vervangen door de huidige Hervormde kerk. In 1911 werd er een tweede kerk gebouwd, een gereformeerde kerk.

## Bevolkingsontwikkeling
| 1999 | 2002 | 2003 | 2014 | 2018 | 2021 | 2023 |
| ---- | ---- | ---- | ---- | ---- | ---- | ---- |
| 1324 | 1307 | 1336 | 1699 | 1660 | 1775 | 1835 |

## Cultuur
Het dorp heeft een dorpshuis, 't Bynt. Het fanfarekorps Looft den Heer werd opgericht in 1911. De fanfare organiseert jaarlijks een kerstmarkt.

## Onderwijs
Het dorp heeft twee basisscholen, de Basisschool By de Boarne en de openbare Daltonschool De Finneblom. Er is tevens een kinderopvangcentrum.

## Sport
In 1980 fuseerde de sportverenigingen ONF en ZVB tot de Omnisportvereniging SC Boornbergum '80, deze vereniging biedt voetbal, tennis, volleybal en gymnastiek.

## Openbaar vervoer
- Lijn 23: Heerenveen - Luinjeberd - Tjalleberd - Tijnje - Nij Beets - Boornbergum - Drachten

## Geboren in Boornbergum
- Riek Stienstra (1942-2007), directeur van de stichting Schorer.